# Federação
Federação (do latim: foederatio, de foedus: “liga, tratado, aliança”) ou Estado Federal é um Estado composto por diversas entidades territoriais autônomas dotadas de governo próprio. Como regra geral, os estados ("estados federados") que se unem para constituir a federação (o "Estado federal") são autônomos, isto é, possuem um conjunto de competências ou prerrogativas garantidas pela constituição que não podem ser abolidas ou alteradas de modo unilateral pelo governo central. Entretanto, apenas o Estado federal é considerado soberano, inclusive para fins de direito internacional. Normalmente, apenas ele possui personalidade internacional e os estados federados são reconhecidos pelo direito internacional apenas na medida em que o respectivo Estado federal o autorizar.
O sistema político pelo qual vários estados se reúnem para formar um Estado federal, cada um conservando sua autonomia, chama-se Estado federal, o que não se confunde com o conceito de federalismo. De acordo com Liziero, "O Estado federal é a forma de organização política estatal característica de países nos quais houve o desenvolvimento do federalismo a ponto de repercutir em seu direito constitucional". São exemplos de estados federais a Alemanha, Argentina, Austrália, o Brasil, o Canadá, os Emirados Árabes Unidos, a Índia, a Malásia, o México, a Nigéria, a Rússia, a Suíça, a Venezuela, e os Estados Unidos, país que instituiu o federalismo moderno. Quanto à forma de Estado, as federações contrapõem-se aos estados unitários e distinguem-se também das confederações.

## Características

Mapa-múndi com os Estados federais em destaque.

Dalmo Dallari resume as características fundamentais do Estado Federal, quais sejam:
A união faz nascer um novo Estado e, consequentemente, aqueles que aderiram à federação perdem a condição de estados.
- Apesar de muitas vezes se usar o termo "estado" para designar cada unidade federativa, aqui já não se trata de um Estado propriamente dito.

A base jurídica do Estado Federal é uma constituição, não um tratado.
- Tratados internacionais não têm a força requerida para manter unida uma federação, pois, nesse caso, qualquer Estado poderia desobrigar-se da submissão ao documento quando desejasse.

Na federação não existe direito de secessão.
- O direito de voltar atrás e desligar-se da federação é vetado aos que nela ingressam. Algumas vezes essa proibição é expressa na própria constituição, outras vezes está implícita. Apesar desse pensamento tradicional, há um debate hoje sobre a possibilidade de um estado-membro separar-se da Federação. No Canadá, por exemplo, estado do Quebec realizou um plebiscito em 2005 visando a independência, mas o não venceu por estreita maioria. A suprema corte canadense foi consultada sobre a possibilidade de um novo plebiscito. Os juízes afirmaram que a separação iria contra a constituição, mas que a decisão da corte não usurpa a decisão democrática que o povo do Quebec pode tomar.

Só o Estado Federal tem soberania.
- Os vários estados federados possuem autonomia definida e protegida pela constituição federal, mas apenas o Estado Federal é considerado soberano. Por exemplo, normalmente apenas o Estado Federal possui personalidade internacional; os estados federados são reconhecidos pelo direito internacional apenas na medida em que o respectivo Estado federal o autorizar.

No Estado Federal as atribuições da União e as das unidades federadas são fixadas na Constituição, por meio de uma distribuição de competências.
- É importante ressaltar que não há hierarquia entre o governo central e as unidades federativas regionais. Todos estão submetidos à Constituição Federal, que indica quais atividades são da competência de cada um. Isto é, todos possuem um conjunto específico de competências ou prerrogativas que não podem ser abolidas ou alteradas de modo unilateral nem pelo governo central nem pelos governos regionais.

A cada esfera de competência se atribui renda própria.
- Esse é um ponto que vem recebendo mais atenção recentemente. Receber atribuições de nada vale se a entidade não possui meios próprios para executar o que lhe é atribuído. Se há dependência financeira, o ente não poderá exercer suas funções livremente.

O poder político é compartilhado pela União e pelas unidades federadas.
- Há ferramentas específicas para permitir a influência dos poderes regionais nos rumos da federação. O maior exemplo talvez seja o legislativo bicameral onde uma das casas - o senado - é composta de representantes oficiais dos interesses de cada estado. A outra casa legislativa traz representante do próprio povo.

Os cidadãos do Estado que adere à federação adquirem a cidadania do Estado Federal e perdem a anterior.
- Isso quer dizer que não poderá haver diferença de tratamento de alguém por ter nascido em um estado ou outro da federação. Também não haverá necessidade de passaporte para transitar de um estado a outro, entre outras.

## Vantagens e desvantagens
Os que apoiam a forma federativa afirmam que o estado federal é mais democrático, pois assegura maior aproximação entre governantes e governados, tendo o povo contato mais direto através dos poderes locais. Entendem que essa forma de estado dificulta a concentração de poder e favorece a democracia. Também argumenta-se que ela promove maior integração, transformando oposições naturais dos territórios federados em solidariedade.
Entre os que desejam formas de Estado mais centralizadas em vez da federação, alguns defendem que a sociedade atual intensificou as demandas e isso exigiria um governo central mais forte. Afirmam também que a forma federativa dificulta a planificação das ações: o poder central não tem como obrigar um poder regional a seguir seus planos caso este não deseje colaborar. Também argumentam que a Federação provocaria uma dispersão dos recursos, já que ela torna necessária a manutenção de múltiplos aparelhos burocráticos simultaneamente. Afirmam ainda que ela tende a gerar conflitos jurídicos e políticos pela coexistência de muitas esferas autônomas cujos limites nem sempre podem ser claramente definidos.
Apesar dos pontos negativos levantados, Dalmo Dallari detecta no mundo de hoje uma forte tendência para a organização federativa. Isto se deve à forma pela qual ela gera um Estado forte (pela unificação de estados menores) ao mesmo tempo que mantém e preserva as peculiaridades locais. De fato, este modelo favorece a preservação das características locais e reserva uma esfera de ação autônoma a cada unidade federada.
Atualmente também há a percepção de que a Federação realmente desestimula a acumulação de poder num só ente, sendo capaz de dificultar a formação de governos totalitários. Sua estrutura também pode assegurar oportunidades mais amplas de participação no poder político, já que aqueles que não tiverem espaço no poder central podem assumir funções regionais. Desse modo, a Federação passou a ser vista como mais favorável à defesa das liberdades do que o Estado centralizado. O Estado Federal passou a ser considerado a expressão mais avançada de descentralização política.

## Diferença entre federação e confederação
Na federação, os entes federados não podem se dissociar livremente do poder central, embora mantenham uma certa liberdade relativa à distribuição de poderes e encargos.
Já as unidades da confederação são soberanas e podem se dissociar do todo com maior facilidade.
A diferença entre federação e confederação se deve à natureza dos liames estabelecidos para sua formação. As confederações são estabelecidas por alianças e as federações por constituições. Como consequência, o laço estabelecido em uma federação é significativamente mais rígido que os estabelecidos em uma confederação.

## Origem ideológica
O federalismo tem origem ideológica na Revolução Americana. Os líderes coloniais norte-americanos deram início a confronto armado contra a Grã-Bretanha em 1776 porque estavam descontentes com as políticas adotadas pelo parlamento britânico entre as décadas de 1760 e 1770 e também porque não admitiam mais que os britânicos possuíssem autoridade para determinar e executar às suas colônias tudo que desejasse.
Para recusar o poder exercido pela Grã-Bretanha sobre as colônias norte-americanas, os colonos passaram a questionar a origem da soberania. Na concepção dos britânicos a soberania pertencia ao Estado (King-in-Parliament) e as únicas limitações a ela seriam determinadas por critérios do próprio soberano. Em contrapartida, os colonos defendiam que a soberania possui origem na população e seria exercida pelo Estado nos limites do poder que lhe foi delegado.
Após a declaração da independência das Treze Colônias Americanas em 1776, elas passaram a enfrentar o desafio de elaborar um novo regime constitucional para dar lugar ao espaço antes preenchido pela lei britânica.
Em 1777, foi estabelecido o pacto confederativo, que criava uma unidade frágil entre os estados autônomos (Carolina do Norte, Carolina do Sul, Connecticut, Delaware, Geórgia, Maryland, Massachusetts, New Hampishire, Nova Jérsei, Nova Iorque, Pensilvânia, Rhode Island e Virginia) para fazer frente à Europa.
Em 1787, delegados dos estados confederados se reuniram na Convenção de Filadélfia para repensar o arranjo confederativo. O dilema estava posto entre dois modelos notadamente inaceitáveis: o imperialismo, que tinha se provado inadequado porque centralizava todo o poder e negava aos estados qualquer independência e autoridade; ou a confederação, que tinha fracassado pela ausência de poder centralizador capaz de manter uma unidade entre os estados membros. Novamente colocou-se em questão o tema da soberania. Esta deveria ser atribuída a todos os americanos ou à população de cada estado? Os antifederalistas defendiam que a soberania deveria ser própria de cada estado e os nacionalistas defendiam que a população do país deveria ser um todo soberano.
Ao final, a Constituição dos Estados Unidos da América foi ratificada em 1788 e deu origem ao primeiro estado federado (detentor de soberania e composto por diversas entidades territoriais autônomas dotadas de governo próprio).

## Formas de federação
O caminho adotado para a celebração do pacto federativo e consequente formação do Estado soberano federativo pode ser centrípeto ou centrífugo.
No movimento centrípeto de formação de uma federação, uma série de estados decidem se unir para providenciar defesa e colaboração mútua e constituem um único Estado soberano. Os Estados Unidos e a Suíça são exemplos do movimento centrípeto.
No movimento centrífugo, por outro lado, há descentralização do governo para haver maior dispersão do Poder. O Brasil é um exemplo de formação centrífuga da federação: as competências de um governo centralizador foram divididas entre União, Estados, Distrito Federal e Municípios.
É possível diferenciar as federações também no que tange à órbita de competências do órgão central da federação em contraposição aos demais entes federados. Nos Estados Unidos, os entes federados detêm de fato amplo poder e autonomia irrestrita. Já no Brasil, pretende-se simetria entre cada um dos entes federativos: União, estados, Distrito Federal e municípios, sendo que Federação corresponde à soma deles. Para alguns especialistas, o Brasil é um Estado federalista com fortes características de Estado unitário, sobretudo pela centralização de poder em torno do governo central e a ínfima autonomia que os estados da federação e municípios possuem.
Algumas federações são denominadas assimétricas porque alguns entes possuem maior autonomia que outras. Um exemplo deste tipo de federação é a Malásia, onde Sarawak e Sabah se uniram à federação em termos e condições distintas dos demais estados da península Malaia.

## Federalismo fiscal
A configuração do sistema financeiro-tributário é parte da definição essencial do pacto federativo. É, também, instrumento da política econômica. Volta-se, pois, para o estabelecimento, no âmbito da divisão espacial do poder, de um arranjo por meio do qual as forças políticas são tangenciadas por condicionamentos impostos pelo contexto histórico-institucional, se comprometendo com determinados objetivos públicos.
O federalismo fiscal constitui a forma pela qual a economia do setor público é repartida nas diversas esferas federadas de competência, espelhando, de um ponto de vista substantivo, compromissos e objetivos assumidos pelo Estado com determinadas forças sociais, políticas e econômicas (DIAS, Wladimir Rodrigues. "O Federalismo Fiscal na Constituição de 1988: Descentralização e recentralização").

## Governos federais
O governo federal é o governo comum ou nacional ou supranacional de uma federação. Um governo federal pode ter poderes distintos em vários níveis autorizados ou delegados a ele por seus estados membros. A estrutura dos governos federais varia. Com base em uma definição ampla de um federalismo básico, existem dois ou mais níveis de governo que existem dentro de um território estabelecido e governam por meio de instituições comuns com poderes sobrepostos ou compartilhados conforme prescrito por uma constituição.
O governo federal é o governo no nível do estado soberano. As responsabilidades habituais deste nível de governo são manter a segurança nacional e exercer a diplomacia internacional, incluindo o direito de assinar tratados vinculativos. Basicamente, um governo federal moderno, dentro dos limites definidos por sua constituição, tem o poder de legislar para todo o país, diferentemente dos governos locais. Como originalmente escrita, a Constituição dos Estados Unidos foi criada para limitar o governo federal de exercer poder sobre os estados, enumerando apenas poderes específicos.
O governo federal dentro desta estrutura são os ministérios, departamentos e agências governamentais aos quais os ministros do governo são designados.